# Balsa de Ves
Balsa de Ves – gmina w Hiszpanii, w prowincji Albacete, w Kastylii-La Mancha, o powierzchni 76,35 km². W 2011 roku gmina liczyła 191 mieszkańców.